# Dimos Agia
Dimos Agia (Agia) är en kommun i Grekland.   Den ligger i prefekturen Nomós Larísis och regionen Thessalien, i den centrala delen av landet, 210 km norr om huvudstaden Aten. Antalet invånare är 13 120.